# Роуді Ґейнс
Роуді Ґейнс (англ. Rowdy Gaines, 17 лютого 1959) — американський плавець.
Олімпійський чемпіон 1984 року.
Чемпіон світу з водних видів спорту 1978, 1982 років.
Переможець Панамериканських ігор 1979, 1983 років.